# Кэнада, Рон
Рон Кэнада (англ. Ron Canada; 3 мая 1949 года, Нью-Йорк) — американский актёр.

## Биография
Родился 3 мая 1949 года в Нью-Йорке.
В 1970-е годы работал телеведущим на каналах «WJLA-Channel 7 News» и «WBAL-TV Channel 11».
Актёрский дебют Рона состоялся в 1983 году. С тех пор он снялся более чем в 140 фильмах и телесериалах, среди которых «Западное крыло», «Джек и Бобби», «Юристы Бостона», «Штамм».
Озвучивал персонажей нескольких компьютерных игр.

## Избранная фильмография

### Актёр
| Год       |   | Русское название                      | Оригинальное название          | Роль                                   |
| --------- | - | ------------------------------------- | ------------------------------ | -------------------------------------- |
| 1987      | ф | Приключения приходящей няни           | Adventures in Babysitting      | Грэйдон                                |
| 1990      | ф | Трущобы                               | Downtown                       | Лауэлл Харрис                          |
| 1992      | ф | Дорогая, я увеличил ребёнка           | Honey, I Blew Up The Kid       | маршал Брукс                           |
| 1992      | ф | Один дома 2: Потерявшийся в Нью-Йорке | Home Alone 2: Lost in New York | полицейский в Таймс-Сквер              |
| 1994      | ф | Наравне с отцом                       | Getting Even With Dad          | Зинн                                   |
| 1995      | ф | Кто в доме хозяин                     | Man of the House               | Боб Юнджер, босс Джека                 |
| 1995      | ф | Вне подозрений                        | Above Suspicion                | капитан                                |
| 1996      | ф | Звезда шерифа                         | Lone Star                      | Отис                                   |
| 2001      | ф | Чёрная река                           | Black River                    | шеф Сэлкс                              |
| 2003—2004 | с | Щит                                   | The Shield                     | шеф полиции То Бэнкстон                |
| 2003—2006 | с | Западное крыло                        | The West Wing                  | заместитель госсекретаря Теодор Барроу |
| 2003      | ф | Загнанный                             | The Hunted                     | Гарри ван Зандт                        |
| 2004—2005 | с | Джек и Бобби                          | Jack & Bobby                   | взрослый Маркус Райд                   |
| 2004      | ф | Сокровище нации                       | National Treasure              | охранник Вудрафф                       |
| 2005      | ф | Между небом и землёй                  | Just Like Heaven               | доктор Уолш                            |
| 2005      | ф | Незваные гости                        | Wedding Crashers               | дворецкий Рэндольф                     |
| 2005      | ф | Нокдаун                               | Cinderella Man                 | Джои Джинетт                           |
| 2006—2008 | с | Юристы Бостона                        | Boston Legal                   | судья Уиллард Рис                      |
| 2006      | с | Дурман                                | Weeds                          | Джозеф                                 |
| 2008      | ф | Призраки Молли Хартли                 | The Haunting of Molly Hartley  | мистер Бэннетт                         |
| 2013      | с | Голубая кровь                         | Blue Bloods                    | заместитель директора Том Мэйсон       |
| 2014      | с | Элементарно                           | Elementary                     | Мэнни Роуз                             |
| 2014      | с | Гримм                                 | Grimm                          | Стэн Кингстон                          |
| 2015      | с | Штамм                                 | The Strain                     | мэр Джордж Лайл                        |
| 2015      | ф | Третий лишний 2                       | Ted 2                          | судья                                  |
| 2015      | с | Любовники                             | The Affair                     | судья Полк                             |
| 2016      | с | Мадам госсекретарь                    | Madam Secretary                | камерунский посол Жан Аиссату          |
| 2017      | ф | Открытие                              | The Discovery                  | Купер                                  |
| 2020      | ф | Пустой человек                        | The Empty Man                  | детектив Вильерс                       |

### Игры
| Год  |    | Русское название                    | Оригинальное название               | Роль                      |
| ---- | -- | ----------------------------------- | ----------------------------------- | ------------------------- |
| 2004 | ки | Ground Control II: Operation Exodus | Ground Control II: Operation Exodus | Драхк’Мар Ви’Кат, озвучка |
| 2006 | ки | Gothic 3                            | Gothic 3                            | Горн, озвучка             |
| 2006 | ки | Guild Wars Nightfall                | Guild Wars Nightfall                | Дункоро, озвучка          |

## Награды и номинации
| Год  | Награда                            | Категория                               | Работа        | Результат |
| ---- | ---------------------------------- | --------------------------------------- | ------------- | --------- |
| 1996 | Lone Star Film & Television Awards | Лучший актёр второго плана              | Звезда шерифа | Победа    |
| 1998 | OFTA Television Award              | Best Guest Actor in a Syndicated Series | Строго на юг  | Номинация |
| 2012 | Audelco Award                      | Лучший актёр второго плана              | Упрямый       | Номинация |